# Архитектонска макета
Архитектонска макета јесте модел архитектонског објекта са његовим окружењем, представљен у одређеној размери. Макета може представљати део или пресек, односно анатомију архитектонског објекта. Макете се израђују на основу архитектонских пројеката, фотографија и видео снимака. Она може представљати како објекте који још нису израђени, тако и оне којих више нема, односно који су уништени, у сврху могуће реконструкције грађевине или објекта.